# Monapo
Monapo – miasto w północnym Mozambiku, w prowincji Nampula. Według danych na rok 2007 liczyło 43 160 mieszkańców.